# Kat Trap
Kat Trap - Planet of the Cat-Men is een computerspel dat werd uitgebracht door Bugbyte. Het spel werd in 1987 uitgebracht voor een aantal homecomputers. De speler speelt een robot en moet het opnemen tegen mannen met pistolen. Het spel is schermgebaseerd.

## Releases
- Amstrad CPC (1987)
- Commodore 64 (1987)
- ZX Spectrum (1987)